# Teukros (König von Troas)
Teukros (altgriechisch Τεῦκρος Teúkros, lateinisch Teucer), Sohn des Flussgottes Skamandros und der Nymphe Idaia, ist eine Gestalt der griechischen Mythologie.
Je nach Lesart kam er aus Attika oder Kreta. In der letzteren Version verließ er mit seinem Vater Skamandros die Heimatinsel und wanderte nach Kleinasien aus. Ein Orakel hatte ihnen geweissagt, sich dort niederzulassen, wo „Erdgeborene“ sie angreifen würden. Als ihnen nun in Phrygien des Nachts Mäuse die Bogensehnen und das Lederzeug der Waffen anfraßen, sahen sie den Orakelspruch erfüllt. Sie schlugen in der Gegend ihren Wohnsitz auf und stifteten dem Apollon Smintheus ein Heiligtum.
Teukros wurde der erste König von Troja. Nach ihm erhielt das Volk der Trojaner ursprünglich den Namen Teukrer. Als seine Töchter werden Bateia und Neso genannt; eine der beiden (auch hier differieren die Legenden) wurde die Gemahlin des Dardanos, der ihm auf den Thron folgte.